# モンテーウ・ダ・ポー
モンテーウ・ダ・ポー（伊: Monteu da Po）は、イタリア共和国ピエモンテ州トリノ県にある、人口約800人の基礎自治体（コムーネ）。

## 地理

### 位置・広がり

#### 隣接コムーネ
隣接するコムーネは以下の通り。
- ブルザスコ
- カヴァニョーロ
- ラウリアーノ
- ヴェロレンゴ

## 行政

### 分離集落
モンテーウ・ダ・ポーには、以下の分離集落（フラツィオーネ）がある。
- Fontananera, Mezzana, San Giovanni, San Rocco